# 省油燈
省油燈是起源於中國四川邛窯瓷器的一項發明，南宋著名詩人陸游所寫《老學庵筆記》就對省油燈有所記載。該燈外型似盞，但是有一下部夾層，上層放油下層注入水，水可以降低油面的溫度，點燈時節約1/3的燈油消耗。
經過演變也成為俚語「不是省油的燈」依據由來。